# John Cooper (zanger)

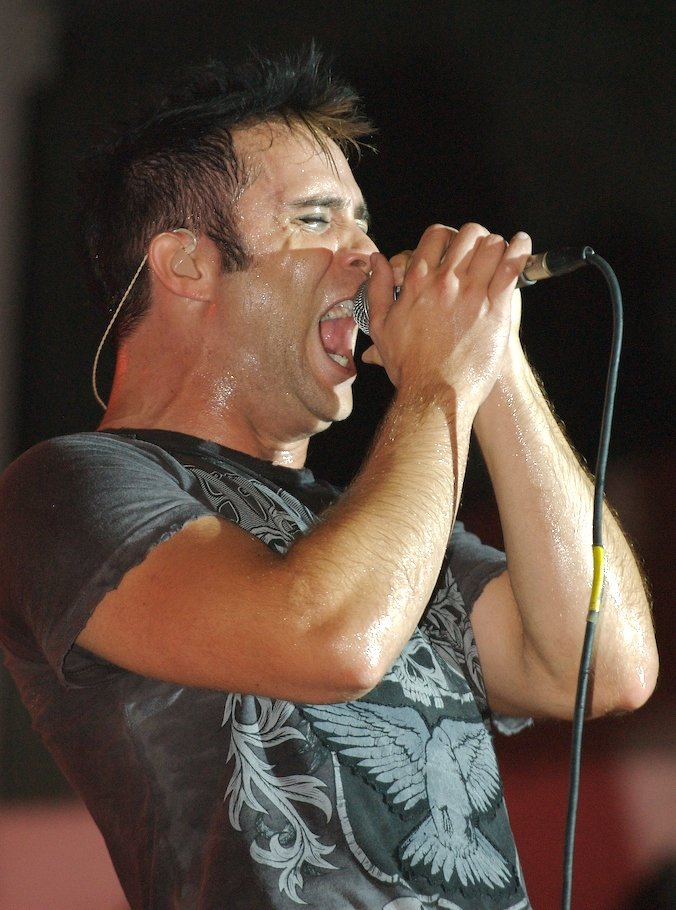
John Cooper

John Landrum Cooper (Memphis, 7 april 1975) is een Amerikaanse muzikant. Hij richtte in 1996 samen met Ken Steorts de christelijke-rockband Skillet op en is sindsdien leadzanger en basgitarist van deze band.

## Achtergrond
John Cooper heeft in interviews verklaard dat hij in een zeer religieus gezin is opgegroeid, en het luisteren naar rockmuziek was thuis niet toegestaan.
Zijn moeder was pianoleraar en zangeres in de kerk waar hij naartoe ging. Hij speelde gitaar op ongeveer de leeftijd van 18 en basgitaar op 19-jarige leeftijd.
Voordat Cooper Skillet oprichtte, was hij actief bij de rockband Seraph (1989-1995). Ze brachten 1 ep uit. Na het uiteenvallen van Seraph nodigde de voorganger van Coopers kerk hem aan om bij wijze van project een nieuwe band te beginnen.

## Ander werk
Cooper zong partijen in die werden gebruikt voor !Hero: The Rock Opera. Hij schreef ook mee aan een single van Decyfer Down, "Best I Can".
Hij zong ook mee op het titelnummer van Tonight, een album van Toby Mac. Hij leverde ook vocalen aan de single "Zombie" van We as Human.
- Gemeinsame Normdatei: 1042152500
- International Standard Name Identifier: 0000 0003 8292 0013
- Library of Congress Control Number: no2012116746
- MusicBrainz: e94aee5e-7bb1-4fd9-9380-176d397a8f16
- Virtual International Authority File: 267591972
- WorldCat: E39PBJgMGgFWqbCRyHhVGCXDbd